# Andre Blake
Andre Blake, né le 21 novembre 1990 à May Pen dans la Paroisse de Clarendon, est un footballeur international jamaïcain. Il joue au poste de gardien de but avec le Union de Philadelphie en MLS.

## Biographie
À l'issue de la saison 2013 de NCAA, Andre Blake signe un contrat Génération Adidas pour anticiper son passage en professionnel. Il est le premier gardien de but repêché en première position lors de la MLS SuperDraft 2014 par le Union de Philadelphie.
Il dispute son premier match en sélection nationale le 2 mars 2014 contre le Barbade à Bridgetown en amical (victoire 0-2).
Lors de la Gold Cup 2017, il est désigné meilleur gardien, membre de l'équipe type et est finaliste avec la Jamaïque.
Andre Blake est un grand gardien de but dans la MLS, il a gagné plusieurs fois le trophée du Gardien de l' année de la MLS avec Union de Philadelphie comme en : 2016, 2020,2022 . Il finira à la deuxième place en 2017 et 2021.

## Palmarès
- Gardien de l'année MLS 2016
- Gardien de l'année MLS 2020
- Gardien de l'année MLS 2022
- Équipe de l'année MLS 2016
- Équipe de l'année MLS 2020
- Équipe de l'année MLS 2022
- Deuxième gardien mondial de l'année 2017

| Saison                | Club                  | Championnat           | Championnat | Championnat | Coupe(s) nationale(s) | Coupe(s) nationale(s) | Compétition(s) continentale(s) | Compétition(s) continentale(s) | Compétition(s) continentale(s) | Séries | Séries | Jamaïque | Jamaïque | Total | Total |
| Saison                | Club                  | Division              | M.          | B.          | M.                    | B.                    | Comp.                          | M.                             | B.                             | M.     | B.     | M.       | B.       | M.    | B.    |
| 2014                  | Union de Philadelphie | MLS                   | 1           | 0           | 2                     | 0                     | -                              | -                              | -                              | -      | -      | 9        | 0        | 12    | 0     |
| 2015                  | Union de Philadelphie | MLS                   | 6           | 0           | 1                     | 0                     | -                              | -                              | -                              | -      | -      | 4        | 0        | 11    | 0     |
| 2016                  | Union de Philadelphie | MLS                   | 32          | 0           | 2                     | 0                     | -                              | -                              | -                              | 1      | 0      | 9        | 0        | 44    | 0     |
| 2017                  | Union de Philadelphie | MLS                   | 26          | 0           | 0                     | 0                     | -                              | -                              | -                              | -      | -      | 9        | 0        | 35    | 0     |
| 2018                  | Union de Philadelphie | MLS                   | 33          | 0           | 4                     | 0                     | -                              | -                              | -                              | 1      | 0      | 4        | 0        | 42    | 0     |
| 2019                  | Union de Philadelphie | MLS                   | 26          | 0           | 0                     | 0                     | -                              | -                              | -                              | 2      | 0      | 10       | 0        | 38    | 0     |
| 2020                  | Union de Philadelphie | MLS                   | 24          | 0           | 0                     | 0                     | -                              | -                              | -                              | -      | -      | 3        | 0        | 27    | 0     |
| 2021                  | Union de Philadelphie | MLS                   | 26          | 0           | 2                     | 0                     | -                              | -                              | -                              | 6      | 0      | 9        | 0        | 43    | 0     |
| 2022                  | Union de Philadelphie | MLS                   | 34          | 0           | -                     | -                     | -                              | -                              | -                              | 3      | 0      | 6        | 0        | 43    | 0     |
| 2023                  | Union de Philadelphie | MLS                   | 27          | 0           | 1                     | 0                     | LCup                           | 7                              | 0                              | 7      | 0      | 9        | 0        | 51    | 0     |
| Total sur la carrière | Total sur la carrière | Total sur la carrière | 235         | 0           | 12                    | 0                     | -                              | 7                              | 0                              | 20     | 0      | 72       | 0        | 346   | 0     |